# Gunilla Bergensten
Gunilla Margareta Bergensten, ursprungligen Filipsson, född 8 januari 1967 i Köping, Västmanland, är en svensk journalist, författare och copywriter.
Gunilla Bergensten växte upp i Myresjö i Småland och bor sedan 2007 i San Francisco i USA.